# 宋江
宋 江（そう こう、Sòng Jiāng、生没年不詳）は、北宋末の1121年に現在の山東省近辺で反乱を起こした人物。四大叛徒の一人。また、その反乱事件に題材にした小説で中国の四大奇書の一つである『水滸伝』では主人公となっている。綽名は呼保義（こほうぎ）。

## 史実上の宋江
14世紀に編纂された『宋史』侯蒙伝・張叔夜伝によれば、宋江の率いる反乱軍は河朔（黄河北岸）に興り、1121年に淮南の諸地方を荒らした後、官軍の追討を受けて京東（北宋の首都開封の東、現在の山東省西部）、江北（長江北岸）を転戦し十郡を攻略した。宋江の勢いを恐れた北宋朝廷は、侯蒙の建策に従って宋江の罪を赦して将軍に取り立て同時期に江南を席巻していた方臘の乱の反乱軍を討伐させようとしたが、侯蒙の死によって実現しなかった。その後、山東半島の海州に侵攻したところで副将が知州の張叔夜に捕まったため、降伏した。
『宋史』に記された侯蒙の上奏文には、「宋江は（部隊をまとめる、大将格の人数が）36人をもって斉・魏を横行し、官軍が数万人あっても対抗できないほどである。宋江の才は人より優れているに違いない」とある。
また、『宋史』とは別の史料からは、宋江反乱の鎮圧から後に童貫配下の方臘討伐軍の中に宋江という名の将軍がいたことが明らかにされているが、この人物は『宋史』の賊将宋江と同一人物であるかどうかは諸説があって定説がない。
主な説を挙げると、
- 賊将宋江と童貫配下の官軍の宋江とは同一人物で、降伏後に方臘討伐に参加したのであろう。童貫軍は方臘を平定したあと北上して遼に攻め込んだが、史書『三朝北盟会編』に載っている童貫軍の名簿は方臘討伐時とほぼ同じにも関わらず、宋江の名前がなく、楊志に代わっている。おそらく宋江は方臘征伐後急死し、その後を楊志が継いだのだろう。宋江急死の話が『水滸伝』に取り入れられて「宋江は毒殺された」という話になったのであろう。[2]
- 賊将宋江と官軍の宋江とは別人である。賊将宋江が降伏後方臘討伐に参加したとすると時期が合わない（宮崎市定の説）。
- 官軍の宋江は水滸伝が流行した後に史料に書き加えられたもので、捏造されたものであり、実在しない（高島俊男の説）。

などである。
この史実を下敷きに、宋江を首領とする36人の無法者が夜盗の巣窟となっていた山東省西部の沼沢梁山泊を根城として活動し、最後は朝廷に降伏するまでの物語が生まれ、『水滸伝』へと発展していった。

## 『水滸伝』の宋江

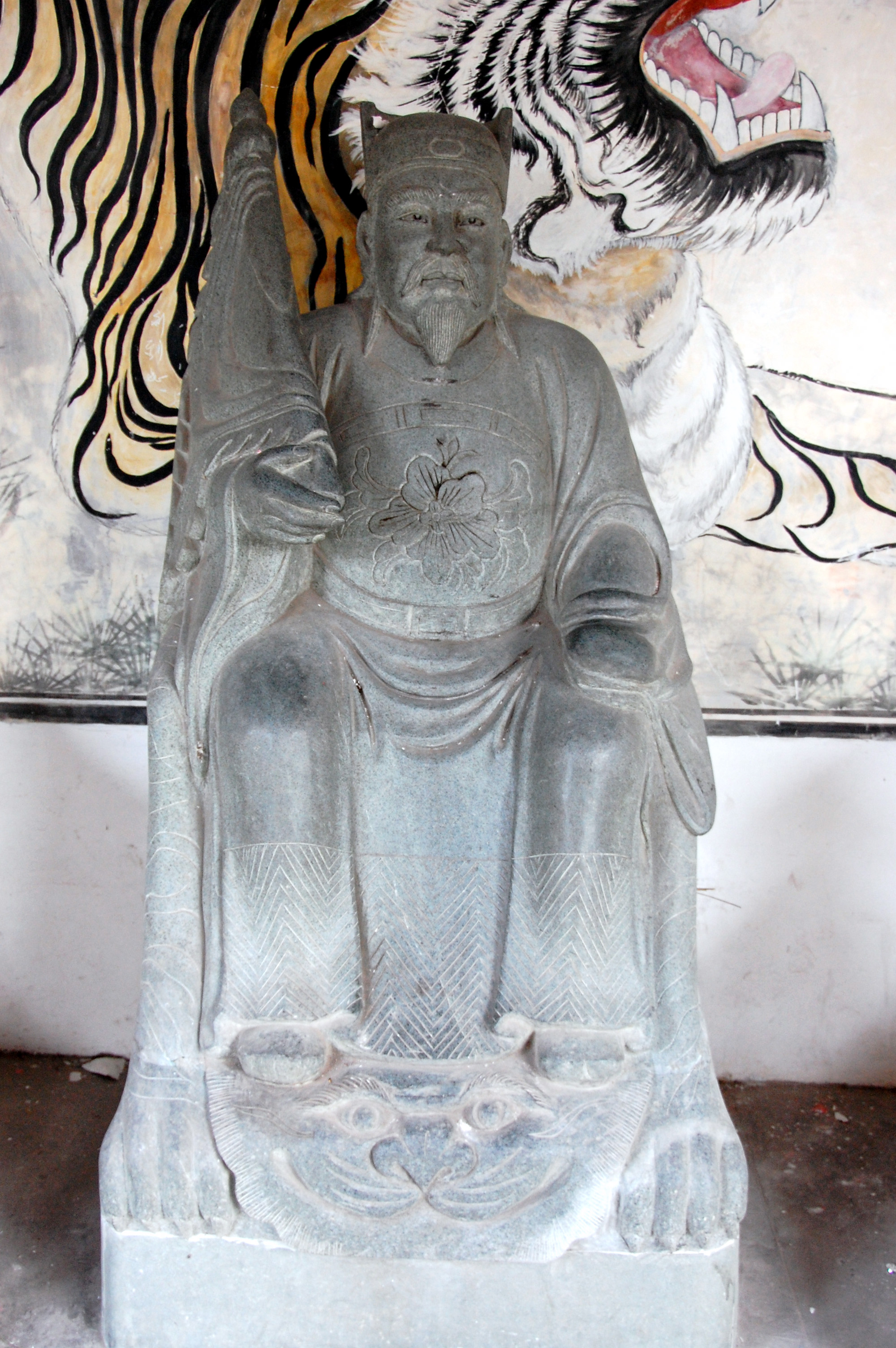
横店影視城にある宋江の像

『水滸伝』作中の宋江は、字は公明で、あだ名は及時雨（きゅうじう）、呼保義（こほうぎ）という。天魁星の生まれ変わりで、天魁星・呼保義の宋江、あるいは山東の及時雨と呼ばれる。梁山泊の好漢百八人中の序列第一位の好漢。

### 概要
もともと地主の息子（三男）で県の胥吏（地元採用の小役人）を務めており、「黒三郎」の通称を持つ風采のあがらない小男だが、義を重んじ困窮する者には援助を惜しみなく与えることから世間の好漢に慕われていた。大金を強奪した晁蓋らを見逃したことを妾・閻婆惜に知られ、最終的に殺害した。そのため、逃亡を余儀なくされ、様々な土地を転々とする。柴進邸・孔太公邸・青州清風鎮の花栄邸・江州などを流浪し、その間数多くの人物と出会って彼らの梁山泊入りへの案内人となる。宋江自身が梁山泊に入った後は晁蓋の下の第2位の頭領となるが、実質的には第1位に近い存在となり、梁山泊軍を率いての外征（祝家荘・高唐州）には総大将として出陣した。曽家村攻めで晁蓋が戦死した後は、仲間から推されて頭領に目されるが固辞。北京の大商人盧俊義を誘引して頭領の座を譲ろうとしたが、互いに譲り合い、紆余曲折の末に宋江が梁山泊軍の総首領、盧俊義が副頭領となる。
宋江は山賊の首領でありながらも替天行道・忠義双全の旗を掲げ、朝廷に忠義を尽くすことを望んでいた。のちに朝廷から招安を受けて罪を赦され、梁山泊の軍勢を率いて北方異民族遼や宋国内の方臘配下の反乱軍討伐に活躍するが、事が成った後、朝廷の腐敗した高官により無実の罪に陥れられ、毒を与えられて死亡した。本人の希望で梁山泊によく似た蓼児窪に葬られた。

### 2つのあだ名
「及時雨」は欲しいときの恵みの雨（旱天の慈雨）。宋江が義侠心に篤く困った人に救いの手をさしのべることから。もう一つの「呼保義」は「保義とお呼びください」の意味。保義（保義郎）とは、宋の官職で官位が低く、地主などの富豪が手に入れやすいものであった。「大軍の将ではなく、小役人です」と謙った自称。

### 九天玄女の加護
梁山泊に入った後、父の宋太公と弟の宋清を引き取ろうと故郷へ迎えに行った宋江は、捕り手役人に囲まれ、環道村の九天玄女廟に隠れた。そこで一夜を明かすうちにうたた寝した宋江は不思議な夢を見た。夢の中で九天玄女から「星主」と呼ばれ、3巻の天書を授けられた宋江は、自らと仲間が宿命で結びついていることを知り、また梁山泊に関する予言を聞く。以後、宋江は九天玄女の庇護を受けることとなった。ただし、その後もたびたび宋江は危機に陥っており、玄女の神力が役に立った描写は僅かしかない。